# Провінція Бідзен
Провінція Бідзен (яп. 備前国 — бідзен но куні, "країна Бідзен") —  історична провінція Японії у регіоні Тюґоку  на заході острова Хонсю. Відповідає східній частині сучасної префектури Окаяма. 

## Короткі відомості
Віддавна Бідзен була складовою держави Кібі (吉備国), яка у 7 столітті була поділена яматоськими монархами на три адміністративні одиниці — Бінґо (備後, "заднє Кібі"), Біттю (備中, "середнє Кібі") і Бідзен (備前, "переднє Кібі").
Впродовж 10-13 століття провінція Бідзен посідала одне з перших місць в країні за кількістю маєтків аристократії і самураїв. Особливо вона славилися своїми ремісниками — гончарями, які виробляли керамічні вироби у стилі "бідзен-які",  та ковалями-зброярами, які виковували одні з найкращих мечів у Японії.
З 15 по 16 століття провінція Бідзен належала почергово родам Акамацу, Ямана, Уракамі та Укіта. У 17 столітті вона була передана Токуґавою Ієясу Кобаякаві Хідеакі, за співробітництво у битві при Секіґахара. Але оскільки у Кобаякави не було спадкоємця, у 1602 по його смерті Бідзен перейшла до роду Ікеда. Цей рід, який  правив також сусіднім Біттю, володів землями провінції до 1868 року.
У 1871 році, у результаті адміністративної реформи уряду, на основі провінції Бідзен була утворена префектура Окаяма. Згодом, у 1876 році, до неї була включена провінція Біттю і частина земель провінції Бінґо.

## Повіти
- Ваке 和気郡
- Іванасі 磐梨郡
- Оку 邑久郡
- Акасака 赤坂郡
- Дзьодо (Каміцуміті) 上道郡
- Міно 御野郡
- Цудака 津高郡
- Кодзіма 児島郡